# Anton von Stadler

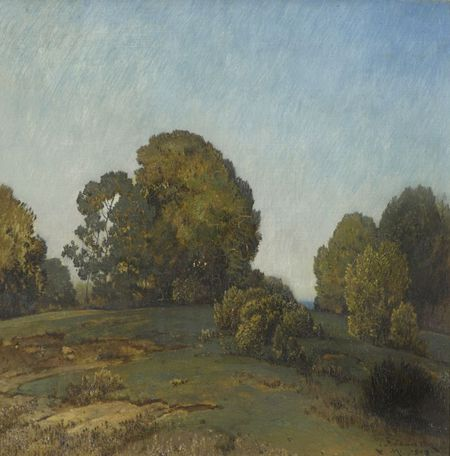
Anton von Stadler, Landskap (1909).

Anton von Stadler, född den 9 juli 1850 i Göllersdorf i Nedre Österrike, död den 17 september 1917 i München, var en tysk målare. Han var halvbror till Wilhelm Scherer och far till Toni Stadler.
von Stadler studerade i München, där han bosatte sig 1878. Hans skogs-, hed- och kustbilder från olika delar av Tyskland, Nederländerna med flera ställen har varit uppskattade för sin intima stämning och för behandlingens styrka. von Stadler är representerad i gallerier i München, Dresden, Prag med flera tyska städer. von Stadler utförde även litografier. År 1913 blev han Tschudis efterträdare som chef för de bayerska statsgallerierna. Utnämningen av en målare utan konstvetenskaplig utbildning till en dylik befattning möttes med stark opposition.